# Mecsek Táncegyüttes Egyesület
A Mecsek Táncegyüttes Pécs neves néptáncegyüttese, a Pécs2010 Európa Kulturális Fővárosa program Nagykövete, "kiváló" minősítésű együttes. Célja a magyar nyelvterület tánchagyományainak megismerése és hiteles színpadi bemutatása. Műsorában az autentikus megformálás mellett markáns színt képviselnek a jelentős szakmai sikerekkel bemutatott táncszínházi darabok.
Az együttes tagja az ország néptáncegyütteseit összefogó Martin György Néptáncszövetségnek, emellett szoros kapcsolatot tart fenn a pécsi Néptánccal a Gyermekekért Alapítvánnyal és a Berze Nagy János Alapfokú Művészeti Iskolával. Székházuk a Szivárvány Gyermekházban található.

## Története
A Mecsek Táncegyüttest 1955. február 25-én alakult Simon Antal Erkel-díjas koreográfus vezetésével, Mecsek Művészegyüttes néven. Az együttes 1958-tól nemzetközi fesztiválokon is fellépett, többek között a San Remó-i virágfesztiválon, a szicíliai Agrigentóban és Franciaországban, Dijonban.
1970-től Dezső Attila irányított az együttest, mivel Simon Antalt kinevezték a Budapest Táncegyüttes művészeti vezetőjévé. Ekkor vendégszerepeltek a táncosok Vietnámban. Még ebben az évben Somogyi Tibor került az együttes élére, akit 1972-ben Bodonyi István követett. Irányításuk alatt további hazai és nemzetközi sikereket ért el a tánckar.
1976-ban Bodai József lett a művészeti vezető, aki újjászervezte a csoportot és utánpótlás-nevelésbe kezdett. Az együttes arculata megfiatalodott. További szakmai elismeréseket szereztek itthon (Szekszárd és Balatonföldvár) és külföldön (Jugoszlávia, Szíria, Olaszország, Franciaország, Finnország, Szovjetunió, Törökország és Németország).
1993-tól az együttes művészeti vezetője Molnár János. 1994-ben megalakult a Mecsek Táncegyüttes Egyesület. 2003 óta az utánpótlásképzés a Berze Nagy János AMI kereteiben, művészeti iskola formájában működik.
Együttesvezető: Vass Oszkár és Molnár Péter.
Kísérőzenekar: Mecsek Zenekar.

## Sikerek
- 1955 óta 64 út során, a világ 21 országában mutatták be műsorukat. külföldi szereplések
- "Kiváló Együttes" minősítések (1963, 1967, 1969, 1981, 1996, 2000, 2002, 2008).
- Országos fesztiválokon szerzett elismerések (Szolnok: 1969, Szekszárd: 1971, 1978, 1979, 1982, 1998, 2006, Zalaegerszeg: 1965, 1966, 1968, 1970, 1974, 2002, 2004, 2006, 2008).szakmai díjak

### Legsikeresebb koreográfiák
- "Képemlékek Mezőföldről" - Gálber Attila koreográfiája, mely az 1998-as Szekszárdi Néptáncfesztiválon koreográfiai díjat nyert, s bemutatkozhatott a budapesti Néptáncantológián, valamint a Táncháztalálkozó programjában.
- "Tóték tánca", "Szorító" és "Életem filmje" - Bognár József koreográfiái, melyek díjakat nyertek a Zalai Kamaratánc Fesztiválon, s szerepeltek a budapesti Erkel Színházban, a Thália Színházban, a Nemzeti Táncszínházban, illetve az Operettszínházban.

## Berze Nagy János Alapfokú Művészeti Iskola
A Berze Nagy János Művészeti Iskolában a gyermekek és fiatalok öt népművészeti ágat ismerhetnek meg: néptánc, népzene, népi kézművesség, színjáték és bábjáték tanszak.

## Lásd még
- Misina Néptáncegyüttes
- Pécs kulturális élete

## Külső hivatkozások
- A táncegyüttes hivatalos oldala.
- www.folkmagazin.hu
- Gerner András: Néptáncmozaik. Déli Kapu Folklórszövetség, Pécs, 2014.
- A Berze Nagy János Alapfokú Művészeti Iskola hivatalos oldala